# Bairdia mccoyi
Bairdia mccoyi är en kräftdjursart. Bairdia mccoyi ingår i släktet Bairdia och familjen Bairdiidae. Inga underarter finns listade.